# استان کاراناوی
استان کاراناوی (به اسپانیایی: Provincia de Caranavi) یکی از استان‌های بولیوی در بولیوی است که در شهرستان لاپاز (بولیوی) واقع شده‌است. استان کاراناوی ۳٬۴۰۰ کیلومتر مربع مساحت و ۵۹٬۳۶۵ نفر جمعیت دارد.